# آلیس در سرزمین عجایب (فیلم ۱۹۵۱)
آلیس در سرزمین عجایب (انگلیسی: Alice in Wonderland) یک پویانمایی در سبک خیال پردازی، موزیکال و ماجراجویی به کارگردانی ویلفرد جکسون است که در سال ۱۹۵۱ منتشر شد.

## بازیگران
- کاترین بومن در نقش آلیس
- اد وین در نقش کلاه‌دار دیوانه
- ریچارد هایدن در نقش کرم ابریشم
- استرلینگ هالووی در نقش گربه
- ورنا فلتون در نقش ملکه قلب‌ها
- بیل تامپسون در نقش خرگوش سفید
- هدر آنجل در نقش خواهر آلیس

### آهنگ‌ها
آهنگ‌های اصلی اجرا شده در این فیلم عبارتند از:
| عنوان                              | نویسنده(ها)                         | خواننده(ها)                      |
| ---------------------------------- | ----------------------------------- | -------------------------------- |
| "آلیس در سرزمین عجایب"             | سامی فین و باب هیلیارد              | گروه کر                          |
| "در دنیای خودم"                    | فاین و هیلیارد                      | کاترین بومن                      |
| "من دیر کردم"                      | فاین و هیلیارد                      | بیل تامپسون                      |
| "شاخ ملوان"                        | سنتی                                | بیل تامپسون                      |
| "مسابقه انجمنی"                    | فاین و هیلیارد                      | بیل تامپسون و گروه کر            |
| "چطور کار می کنی و دست می دهی"     |                                     | جی. پت اومالی                    |
| "والروس و نجار"                    | فاین و هیلیارد                      | جی. پت اومالی                    |
| "پدر پیر ویلیام"                   | الیور والاس و تد سیرز               | جی. پت اومالی                    |
| "ما بلیتر را بیرون خواهیم کشید"    | والاس و سیرز                        | بیل تامپسون                      |
| "همه در بعد از ظهر طلایی"          | فاین و هیلیارد                      | کاترین بومن و گروه کر            |
| "AEIOU (آواز کرم ابریشم)"          | والاس و سیرز                        | ریچارد هایدن                     |
| "تواس برلیگ"                       | دان ری و جین دو پل                  | استرلینگ هالووی                  |
| "آهنگ بی تولد"                     | مک دیوید، آل هافمن و جری لیوینگستون | کاترین بومن، اد وین و جری کولونا |
| "توصیه بسیار خوب"                  | فاین و هیلیارد                      | کاترین بومن                      |
| "نقاشی گل رز قرمز"                 | فاین و هیلیارد                      | کاترین بومن و ملومن              |
| "چه کسی رزهای مرا قرمز رنگ می کند" | فاین و هیلیارد                      | ورنا فلتون                       |